# El Hamma
El Hamma (in arabo الحامة‎?) è una città oasi nel sud della Tunisia ed è situata a una trentina di chilometri a ovest di Gabès.
Amministrativamente El Hamma è il capoluogo dell'omonima delegazione ed il suo territorio ricade nel governatorato di Gabès.